# 何泽中
何泽中（1956年4月—），苗族，湖南临湘人，1976年1月加入中国共产党。中共岳阳地委党校大专班毕业，中国社会科学院研究生院商业经济专业研究生，武汉大学法学院宪法学博士。中华人民共和国政治人物。

## 生平
出生于临湘县羊楼司，历任中共湖南省委组织部组织指导处干部、副主任科员、主任科员、副处长兼办公室主任、处长，干部四处处长，副厅级组织员，副部长等职。2007年11月任中共湘西土家族苗族自治州党委副书记，2008年3月，升任中共湘西自治州党委书记。2013年1月，何泽中调任福建省，出任福建省人民检察院党组书记、检察长。